# Сулейман Крпич
Сулейман Крпич (босн. Sulejman Krpić, нар. 1 березня 1991, Брчко) — боснійський футболіст, нападник клубу «Желєзнічар».
Виступав, зокрема, за клуб «Слобода» (Тузла), а також національну збірну Боснії і Герцеговини.

## Клубна кар'єра
Народився 1 березня 1991 року в місті Брчко. Вихованець юнацьких команд футбольних клубів «Орасє», «Динамо» (Загреб) та ЛАСК (Лінц).
У дорослому футболі дебютував 2011 року виступами за команду ЛАСК II, в якій того року взяв участь в 11 матчах чемпіонату. 
Згодом з 2011 по 2014 рік грав у складі команд Ораш'є, «Сараєво» та «Металац».
Своєю грою за останню команду привернув увагу представників тренерського штабу клубу «Слобода» (Тузла), до складу якого приєднався 2014 року. Відіграв за команду з Тузли наступні три сезони своєї ігрової кар'єри. Більшість часу, проведеного у складі «Слободи», був основним гравцем атакувальної ланки команди.
Протягом 2017—2023 років захищав кольори клубів АІК, «Слобода» (Тузла), «Трактор Сазі», «Желєзнічар», «Сувон Самсунг Блювінгз», «Астра» (Джурджу), «Тузла Сіті» та «Вестерн Сідней Вондерерз».
До складу клубу «Желєзнічар» приєднався 2023 року. Станом на 12 серпня 2024 року відіграв за команду із Сараєва 45 матчів в національному чемпіонаті.

## Виступи за збірні
У 2009 році дебютував у складі юнацької збірної Боснії і Герцеговини (U-19), загалом на юнацькому рівні взяв участь у 4 іграх.
У 2021 році дебютував в офіційних матчах у складі національної збірної Боснії і Герцеговини.